# Bettasoge, Arkalgud
Bettasoge là một làng thuộc tehsil Arkalgud, huyện Hassan, bang Karnataka, Ấn Độ.